# Сандулесу, Лилия Васильевна
Лилия Васильевна Сандуле́су (укр. Лілія Василівна Сандулесу; род. 28 февраля 1958, Маршинцы, Черновицкая область), также известна как Лилия Сандуле́са (укр. Лілія Сандулеса), — советская и украинская эстрадная певица. Народная артистка Украины (1996).

## Биография
Лилия Сандулесу родилась в селе Маршинцы Черновицкой области в 1958 году. Закончила черновицкое музыкальное училище по классу вокала. В 1977 году стала обладателем золотой медали на первом Всесоюзном фестивале самодеятельности, с того же момента являлась участницей ансамбля «Жива вода» в черновицкой филармонии. С 1980 года стала петь в волынской филармонии в ансамблях «Світязь» и «Серпанки» вместе с Александром Серовым, тогда же получила известность. В 1981 году стала лауреатом премии «Молоді голоси» (Тернополь), в 1982 — «Артисти естради», в 1983 — «Сочи» (фестиваль на Кавказе). Её стали приглашать на правительственные концерты в Киев и Москву. В 1984 году была приглашена на работу в Киевский государственный мюзик-холл. Со временем изменила свою фамилию на украинский манер — Сандулеса.
В 1985 году вышла в финал всесоюзного фестиваля «Песня года» с песней композитора Владимира Быстрякова «Гончарный круг». Популярность певицы росла, её начали приглашать на различные музыкальные радио-  и телепрограммы, включая «Утреннюю почту». В 1986 году представляла Советский Союз на Международном фестивале шлягеров в Дрездене. Уже в 1987 году певице было присвоено звание Заслуженный артист Украинской ССР. В то же время фирма «Мелодия» выпустила миллионным тиражом дебютную грампластинку певицы «Спочатку ти». Всё это время певица жила и работала в Черновцах, в ансамбле «Серпанки», а также в духовом и эстрадно-симфоническом оркестрах Украины. В конце 1989 года организует собственный ансамбль «Селєна». В 1990 году на фестивале «Песня года-90» исполняет свою популярную песню, написанную композитором Александром Морозовым, «Пропади ты пропадом». В том же году переезжает в Киев, где начинает работать в театре «Этюд».
В 1992 году образует творческий дуэт с Иво Бобулом, который был популярен за границей, там же выходит и первый их альбом «Берег любові». Вскоре творческий дуэт перерастает в семейный. В 1996 году было присвоено звание Народный артист Украины.
В 2002 и 2004 годах выпустила сольные альбомы «Solo Tu» и «Співає Лілія Сандулеса» соответственно.
В настоящее время отошла от активной творческой деятельности. Проживает в Черновцах. С 2018 года является членом Радикальной партии Олега Ляшко.

## Личная жизнь
По словам певицы, она была замужем шесть раз, официально — четыре раза. В первый брак вступила в 16 лет, а через год родила сына. Долгое время состояла в отношениях с певцом Александром Серовым. Также была замужем за Иво Бобулом, вместе с которым прожила в браке десять лет.

## Дискография
- «Спочатку ти» (1987)
- «Берег Любови» (совместно с Иво Бобулом; 1993)[2]
- «З любов’ю…» (2000)
- «Solo Tu» (2002)
- «Співає Лілія Сандулеса» (2004)
- «Завжди ваша» (2020)
- «Я в твоїх руках» (2020)
- «Невидані пісні» (2020)

## Награды и звания
- Заслуженный артист Украинской ССР (1987)[2]
- Народный артист Украины (1996)[1]
- Почётная грамота Верховной рады Украины[укр.] (2018)[11]